# Газопроводи між Нідерландами та Німеччиною
Відкриття у Нідерландах великих запасів газу (родовище Гронінген) сприяло розвитку експорту цього палива до сусідніх країн. Зокрема, на південній ділянці кордону з Німеччиною пройшли трубопроводи NETG (перетинає кордону у Elten, споруджений в 1967 році) та TENP (введений в експлуатацію в 1974-му).
В той же час, розвиток сполучення газотранспортних систем Нідерландів та Німеччини на північній ділянці мав певні особливості. Так, розташована тут німецька федеральна земля Нижня Саксонія була головним (і практично єдиним) регіоном газовидобутку в країні, при чому історичний пік виробництва газу з досить пристойним показником 20 млрд.м3 досягли у 1978 році. Ще важливішою була перспектива широкомасштабних поставок з Норвегії через підводні трубопроводи, перший з яких Norpipe став до ладу у 1977-му. Внаслідок цього, на північній ділянці отримали розвиток не стільки магістральні транспортні системи з персональними назвами, скільки інтерконектори.  
У 1975 році спорудили газопровід діаметром 1050 мм, робочим тиском 7 Мпа, який з'єднав Rysum (район майбутнього приймального терміналу трубопроводу Norpipe) та Spijk (Нідерланди). Він проходив під дном естуарію річки Емс на глибині 2 м. Втім, сильні припливні течії розмивають ґрунт над трубопроводом. У 2000-х роках було прийнято рішення про розширення транзитних потужностей газотранспортної системи Нідерландів, для чого зокрема вирішили створити новий інтерконектор під Емсом. З урахуванням попереднього досвіду, трубопровід діаметром 1200 мм та підвищеним до 8 МПа робочим тиском проклали у тунелі довжиною 4 км.
Дещо південніше встановлено з'єднання між Oude Statenzijl (Нідерланди) та Bunde (Німеччина). Останній пункт ще на початку 1990-х було з'єднано із газопроводом MIDAL, який призначався для транспортування газу в південному напрямку до центральної Німеччини. Коли у 2012 році вступив у дію газопровід NEL, який створив зв'язок між «Північним потоком» та Rehden на трасі MIDAL-у, ділянка останнього між Rehden та Bunde при використанні її у реверсному напрямку утворила маршрут для поставок російського газу до Нідерландів.
Крім того, від Bunde у 2011 році прокладений газопровід до великого підземного сховища у Етцель, яке пов'язане з обома приймальними терміналами для норвезького газу. Довжина цієї споруди біля 60 км, діаметр 1200 мм. Підвищений до 10 Мпа робочий тиск дозволяє перекачувати вельми суттєвий обсяг у 4,5 млн.м3 на годину. У проекті трубопроводу Етцель-Бунде взяли участь такі відомі нафтогазові компанії як BP, E.ON, Газпром, OMV та DONG.
До того ж самого переходу Bunde/Oude Statenzijl планують спорудити трубопровід від нового ПСГ Jemgum. Дозвіл на це у 2012 році отримала компанія WINGAS, спільне підприємство Газпрому та Wintershall. Саме сховище ввели в дію у 2013 році, проте його повна планована потужність у понад 1 млрд.м3 буде досягнута після будівництва інтерконектора до Нідерландів.
Дещо південніше в прикордонному районі розташоване німецьке сховище Gronau-Epe, яке забезпечує роздільне зберігання звичайного (висококалорійного) газу, низькокалорійного газу та газу нідерландського родовища Гронінген (містить велику кількість азоту). Каверни, де зберігається останній продукт, працюють у зв'язку лише з газотранспортною мережею Нідерландів.